# Albiac, Lot
Albiac là một xã thuộc tỉnh Lot trong vùng Occitanie phía tây nam nước Pháp. Xã này nằm ở khu vực có độ cao trung bình 386 mét trên mực nước biển.
Dân số năm 1999 của Albiac là 66 người; danh xưng dân địa phương trong tiếng Pháp là Albiacois.

## Dân số
| Năm | 1962 | 1968 | 1975 | 1982 | 1990 | 1999 |
| --- | ---- | ---- | ---- | ---- | ---- | ---- |
| Dân số | 68   | 77   | 70   | 72   | 60   | 66   |
| From the year 1962 on: No double counting—residents of multiple communes (e.g. students and military personnel) are counted only once. |      |      |      |      |      |      |